# Cupa României (fotbal feminin)
Cupa României la fotbal feminin este o competiție sportivă organizată de Federația Română de Fotbal deschisă participării cluburilor afiliate FRF. Această competiție se desfășoară în fiecare an începând cu 2004.

## Istoric
A mai existat o cupă, "Cupa Libertatea" disputată în 1990, a avut loc între 22 aprilie și 24 iunie,  prima competiție oficială, a fost organizată pe patru zone: București, Brașov, Constanța, Baia Mare. Au participat nu mai puțin de 24 de echipe și a fost câștigată de ICIM Brașov.
Cupa României la Fotbal Feminin (Cupa României Fotbal Feminin) este o competiție de fotbal feminin de amatori între cluburile feminine din România într-un turneu eliminatoriu.  
Competiția a fost inițiată în sezonul 2003-2004. Primul câștigător al cupei a fost clubul acum defunct CFF Clujana. Echipa cu cele mai multe titluri de campionat este Olimpia U Cluj, care a câștigat de 9 ori Cupa României. Între 2011 și 2015, clubul a înfruntat FCM Târgu Mureș în finală de cinci ori.

## Format
În primii ani, de-a lungul echipelor din ligă, au participat și unele echipe din afara ligii. După reintroducerea unei a doua ligi în structura fotbalului feminin românesc, începând cu sezonul 2013–14, echipele secunde ale cluburilor au avut voie să joace în cupă, până în sezonul 2016–17. Cu toate acestea, începând cu sezonul 2017-18, un club poate înscrie doar o echipă în cupă.
Unele echipe trebuie să joace meciuri preliminare, altele încep direct în sferturile de finală, în funcție de ligă. De obicei, în primele runde, echipele sunt împerecheate după un criteriu geografic, pentru a minimiza costurile de deplasare. Cele mai multe meciuri au fost jucate cu un singur picior și sunt găzduite de echipa din liga cea mai de jos sau cu cel mai slab record din sezonul precedent. În unii ani, semifinalele s-au jucat pe teren neutru. Finala a fost întotdeauna unică, dar în 2011 semifinalele s-au jucat cu un meci acasă și în deplasare.
Deoarece în România sunt afiliate la federație foarte puține cluburi, competiția are un număr mic de participanți. Aceasta începe prin prima rundă preliminară, după runda secundă și faza eliminatorie. În caz că unele cluburi se retrag, se începe direct din sferturi. Fazele eliminatorii au loc printr-un singur meci, dar în 2011 semifinalele s-au jucat tur-retur.

## Finalele cupei[1]
| An   | Câștigătoare                        | Finalistă                           | Rezultat                            |
| ---- | ----------------------------------- | ----------------------------------- | ----------------------------------- |
| 2004 | CFF Clujana                         | Șantierul Naval Constanța           | 4–0                                 |
| 2005 | CFF Clujana                         | Smart Sport București               | 2–1                                 |
| 2006 | CFF Clujana                         | Pandurii Târgu Jiu                  | 3–2                                 |
| 2007 | Pandurii Târgu Jiu                  | CFF Clujana                         | 1–1 (6–5 pen.)                      |
| 2008 | CFF Clujana                         | Smart Sport București               | 7–0                                 |
| 2009 | Ripensia Timișoara                  | FCM Târgoviște                      | 4–0                                 |
| 2010 | ASA Târgu Mureș                     | CFF Clujana                         | 4–0                                 |
| 2011 | CFF Olimpia Cluj                    | ASA Târgu Mureș                     | 2–0                                 |
| 2012 | CFF Olimpia Cluj                    | ASA Târgu Mureș                     | 1–0                                 |
| 2013 | CFF Olimpia Cluj                    | ASA Târgu Mureș                     | 6–0                                 |
| 2014 | CFF Olimpia Cluj                    | ASA Târgu Mureș                     | 3–0                                 |
| 2015 | CFF Olimpia Cluj                    | ASA Târgu Mureș                     | 4–0                                 |
| 2016 | ASA Târgu Mureș                     | CFF Olimpia Cluj                    | 2–1                                 |
| 2017 | CFF Olimpia Cluj                    | Navobi Iași                         | 5–0                                 |
| 2018 | CSS Târgoviște                      | ACS Heniu Prundu Bârgăului          | 3–0                                 |
| 2019 | ACS Vasas Femina                    | Fortuna Becicherecu Mic             | 5–0                                 |
| 2020 | anulat din cauza pandemiei covid 19 | anulat din cauza pandemiei covid 19 | anulat din cauza pandemiei covid 19 |
| 2021 | U Olimpia Cluj                      | ACS Heniu Prundu Bârgăului          | 1–0 d.p.                            |
| 2022 | U Olimpia Cluj                      | ACS Heniu Prundu Bârgăului          | 6–2                                 |
| 2023 | Carmen București                    | U Olimpia Cluj                      | 2–1 d.p.                            |
| 2024 | U Olimpia Cluj                      | FK Csíkszereda                      | 3–1 d.p.                            |
| 2025 | FK Csíkszereda                      | Farul Constanța                     | 3–0                                 |

## Performanțe

### Performanță de club
Actualizat 2025.
| Nr. | Echipă                                          | Trofee | Finale | Anii câștigători                                                                                  | Anii ca finaliste                                     |
| --- | ----------------------------------------------- | ------ | ------ | ------------------------------------------------------------------------------------------------- | ----------------------------------------------------- |
| 1   | U Olimpia Cluj                                  | 9      | 2      | 2010-2011, 2011-2012, 2012-2013, 2013-2014, 2014-2015, 2016-2017, 2020-2021, 2021-2022, 2023-2024 | 2015-2016, 2022-2023                                  |
| 2   | CFF Clujana                                     | 4      | 2      | 2003-2004, 2004-2005, 2005-2006, 2007-2008                                                        | 2006-2007, 2009-2010                                  |
| 3   | ASA/FCM Târgu Mureș                             | 2      | 5      | 2009-2010, 2015-2016                                                                              | 2010-2011, 2011-2012, 2012-2013, 2013-2014, 2014-2015 |
| 4   | Pandurii Târgu-Jiu                              | 1      | 1      | 2006-2007                                                                                         | 2005-2006                                             |
| 4   | CSȘ Târgoviște                                  | 1      | 1      | 2017-2018                                                                                         | 2008-2009                                             |
| 4   | FK Csíkszereda                                  | 1      | 1      | 2024-2025                                                                                         | 2023-2024                                             |
| 7   | Ripensia Timișoara                              | 1      | –      | 2008-2009                                                                                         | –                                                     |
| 7   | Vasas Femina Odorheiu Secuiesc /Metalul Vlăhița | 1      | –      | 2018-2019                                                                                         | –                                                     |
| 7   | Carmen București                                | 1      | –      | 2022-2023                                                                                         | –                                                     |
| 10  | Heniu Prundu Bârgăului                          | –      | 3      | –                                                                                                 | 2017-2018, 2020-2021, 2021-2022                       |
| 11  | Smart Sport București                           | –      | 2      | –                                                                                                 | 2004-2005, 2007-2008                                  |
| 12  | Șantierul Naval Constanța                       | –      | 1      | –                                                                                                 | 2003-2004                                             |
| 12  | Navobi Iași                                     | –      | 1      | –                                                                                                 | 2016-2017                                             |
| 12  | Fortuna Becicherecu Mic                         | –      | 1      | –                                                                                                 | 2018-2019                                             |
| 12  | Farul Constanța                                 | –      | 1      | –                                                                                                 | 2024-2025                                             |

### Performanță pe orașe
Actualizat 2025.
| Nr. | Oraș              | Cupe | Cluburi câștigătoare                   |
| --- | ----------------- | ---- | -------------------------------------- |
| 1   | Cluj-Napoca       | 12   | Olimpia/U Olimpia (9), CFF Clujana (4) |
| 2   | Târgu-Mureș       | 2    | FCM/ASA (2)                            |
| 3–8 | Târgu-Jiu         | 1    | Pandurii Târgu-Jiu (1)                 |
| 3–8 | Timișoara         | 1    | Ripensia (1)                           |
| 3–8 | Târgoviște        | 1    | CSȘ (1)                                |
| 3–8 | Odorheiu Secuiesc | 1    | Vasas Femina (1)                       |
| 3–8 | București         | 1    | Carmen (1)                             |
| 3–8 | Miercurea Ciuc    | 1    | FK Csíkszereda (1)                     |

## Recorduri și statistici în Cupa României
- Cele mai multe trofee câștigate consecutiv:

| # | Câștigătoare     | Trofee | Sezoane consecutive                                   |
| - | ---------------- | ------ | ----------------------------------------------------- |
| 1 | CFF Olimpia Cluj | 6      | 2010-2011, 2011-2012, 2012-2013, 2013-2014, 2014-2015 |
| 2 | Clujana Cluj     | 3      | 2003-2004, 2004-2005, 2005-2006                       |
| 3 | U Olimpia Cluj   | 2      | 2020-2021, 2021-2022                                  |